# Monte Bonales
El monte Bonales (también conocido como cerro Bonales o cumbre Bonales) es, con 1055 m s. n. m., la elevación más alta de la provincia española de Huelva, en el municipio de Arroyomolinos de León, encuadrado en el Parque natural de Sierra de Aracena y Picos de Aroche y prácticamente en el límite con la provincia de Badajoz.
Desde el pico, una vez arriba, se puede contemplar en días claros prácticamente toda la provincia de Huelva, gran parte de la sierra de Aracena y parte de Badajoz
Este monte posee una cima prácticamente llana, donde existe un pequeño bosque de pinos. En la cumbre se encuentra un monolito construido por la Diputación de Huelva, el ayuntamiento de Arroyomolinos de León y la Federación Andaluza de Montañismo. En la zona existe otra elevación cercana conocida como Bonales chico, que no dispone de ningún tipo de señalización.
Este cerro es bastante transitado por senderistas, excursionistas y montañeros.

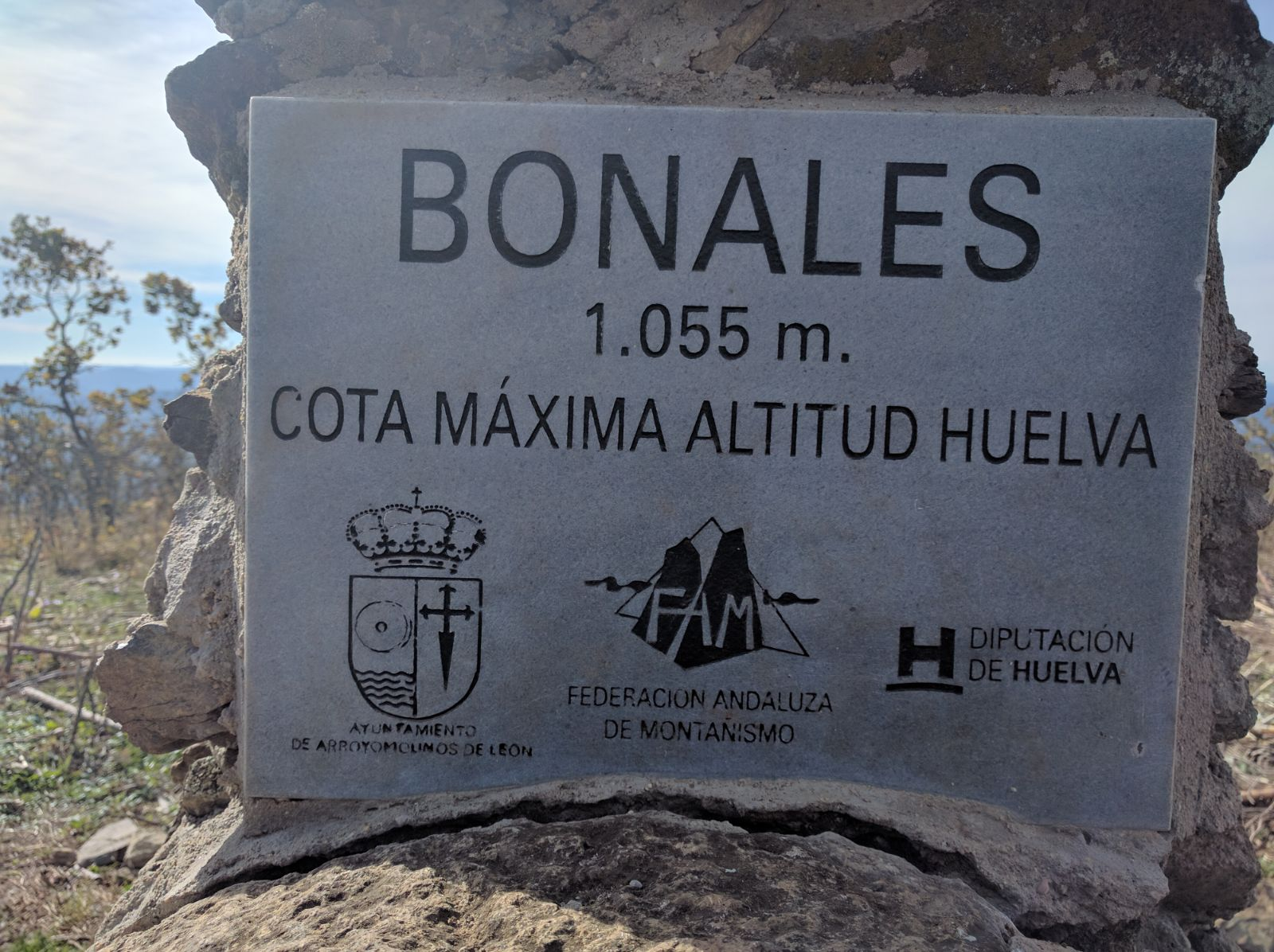
Monolito en la cima del Monte Bonales, detalle.

## Ascenso
Existen varias vías o rutas para alcanzar la cumbre, siendo la más común la ruta normal desde el Monasterio de Tentudía.
En la actualidad, para realizar el ascenso no se requiere autorización previa.

### Ruta normal
El ascenso por la ruta normal discurre desde el Monasterio de Tentudía y tiene entre 3h y 4h de recorrido, con unos 300 metros de desnivel positivo acumulado, en unos 6 km (ida y vuelta).
La orografía del terreno y los desniveles son muy asequibles. Además, los senderos están muy cercanos a carreteras asfaltadas y por tanto esta ruta no presenta ningún tipo de dificultad.

### Ruta desde Arroyomolinos de León
Esta ruta se inicia en el pueblo de Arroyomolinos de León y tras unos 10 km de recorrido y unos 1000 m de desnivel positivo acumulado se alcanza la cima del monte.
La distancia y el desnivel de este recorrido es más exigente que el de la ruta normal.